# Sahrijja
Sahrijja (arab. صهرية) – wieś w Syrii, w muhafazie Hama. W 2004 roku liczyła 959 mieszkańców.